# Paul O'Connell (ragbista)
Paul Jeremiah O'Connell (* 20. října 1979, Limerick) je bývalý irský ragbista, který hrál na pozici druhé řady. V roce 2006 byl v nominaci na nejlepšího ragbistu světa. Za Irsko si připsal 108 zápasů a 40 bodů. Vyhrál se svou reprezentací Six Nations v letech 2009, 2014 a 2015. Při posledním triumfu na Poháru 6 národů byl zvolen jako nejlepší hráč turnaje. Odehrál 7 zápasů za Britské a Irské lvy. 
S klubem Munster vyhrál dvakrát Evropský pohár mistrů (2006 a 2008). Také vyhrál třikrát United Rugby Championship (2003, 2009, 2011) a v roce 2005 Keltský pohár. Kapitánem Munsteru byl od roku 2007 do přestupu do francouzského klubu Toulon.
Ragby se začal věnovat až v šestnácti letech, předtím dělal plavání. Po konci kariéry se dal na trénování. Byl asistentem irské reprezentace do dvaceti let a trenérem útoku Stade Francais. Od roku 2021 je trenérem útoku irské reprezentace. V letech 2017 až 2019 byl na různých stanicích ragbyovým komentátorem. Byl oceněn svým rodným městem jako významný občan. Je ženatý a má tři děti.

## Klubová kariéra
- 2001 – 2015 Munster
- 2015 – 2016 Toulon (Kvůli zranění z MS 2015 neodehrál jediný zápas.)[8]